# Scrophularia benthamiana
Scrophularia benthamiana är en flenörtsväxtart som beskrevs av Pierre Edmond Boissier. Scrophularia benthamiana ingår i släktet flenörter, och familjen flenörtsväxter. Inga underarter finns listade i Catalogue of Life.